# Diego Pérez (futebolista)
Diego Fernando Pérez Aguado (Montevidéu, 18 de maio de 1980) é um ex-futebolista uruguaio que atuava como volante.

## Carreira
Perez integrou a Seleção Uruguaia de Futebol pela primeira vez na Copa América de 2001.

## Títulos
Seleção Uruguaia
- Copa América: 2011